# Head of NASA and the 2 Amish Boys
Head of NASA and the 2 Amish Boys је једанаести студијски албум израелског психоделичног тренс дуа Infected Mushroom. Објављен је 12. децембара 2018. за канадску издавачку кућу Monstercat. У јануару 2019. Infected Mushroom је најавио промотивну турнеју албума под називом "Head of NASA Tour" која је почела 21. фебруара 2019.
Ерез Еисен и Амит "Дувдев" Дувдевани су на свом блогу објавили да име албума вуче коријен из распрострањене теорије завјере да су Амиши заправо ванземаљци који покушавају да се стопе са човјечанством, а Дувдевани је након што је видио једног члана бенда да разговара са двојицом странаца који носе браде у шали рекао:„Ево шефа НАСА-е са двојицом амишких дјечака“. Њих двојица су албум дефининисали као „албум научне фантастике“. Омот албума и додатне цртеже за сваку пјесму дизајнирао је умјетник Лацзин (или КЕЗ). Назив пјесме Chenchen Barvaz потиче од чињенице да током пјесме постоји мелодија која звучи као патка, а на крају је мелодија која звучи „руски“ према ауторима и зато су је назвали „Чеченска патка“. Задња пјесма на албуму је ремикс пјесме репера Tuna и то је прва пјесма на хебрејском језику коју су објавили након неколико година. 

## Списак пјесама
1. Bliss on Mushrooms - 9:31 (заједно са Bliss, укључујући и Miyavi)
2. Guitarmass - 6:38
3. Head of NASA - 7:45
4. Chenchen Barvaz - 7:42
5. Walking on the Moon - 5:36
6. Here We Go Go Go - 5:55
7. Lost in Space [а] - 4:55  заједно са Tuna, и A-WA